# Mombasius gracilentus
Mombasius gracilentus är en skalbaggsart som beskrevs av Hermann Julius Kolbe 1894. Mombasius gracilentus ingår i släktet Mombasius och familjen långhorningar. Inga underarter finns listade i Catalogue of Life.